# 2012年ロンドンオリンピックのギリシャ選手団
2012年ロンドンオリンピックのギリシャ選手団（2012ねんロンドンオリンピックのギリシャせんしゅだん）は、2012年7月27日から8月12日にかけてイギリスの首都ロンドンで開催された2012年ロンドンオリンピックのギリシャ選手団、およびその競技結果。

## 概要
今大会は銅メダル2個、合計2個のメダルを獲得した。

## メダル
| メダル | 選手名                                                | 競技   | 種目                   |
| ------ | ----------------------------------------------------- | ------ | ---------------------- |
| 銅     | クリスティナ・ジアジチドー アレクサンドラ・ティアノウ | ボート | 女子軽量級ダブルスカル |
| 銅     | イリアス・イリアディス                                | 柔道   | 男子90kg級             |